# Kolverath
Kolverath, amtliche Schreibweise bis 6. Dezember 1935: Colverath, ist eine Ortsgemeinde im Landkreis Vulkaneifel in Rheinland-Pfalz. Sie gehört der Verbandsgemeinde Kelberg an.

## Geographische Lage
Der Ort liegt in der Eifel.

## Bevölkerung
Die Entwicklung der Einwohnerzahl von Kolverath, die Werte von 1871 bis 1987 beruhen auf Volkszählungen:

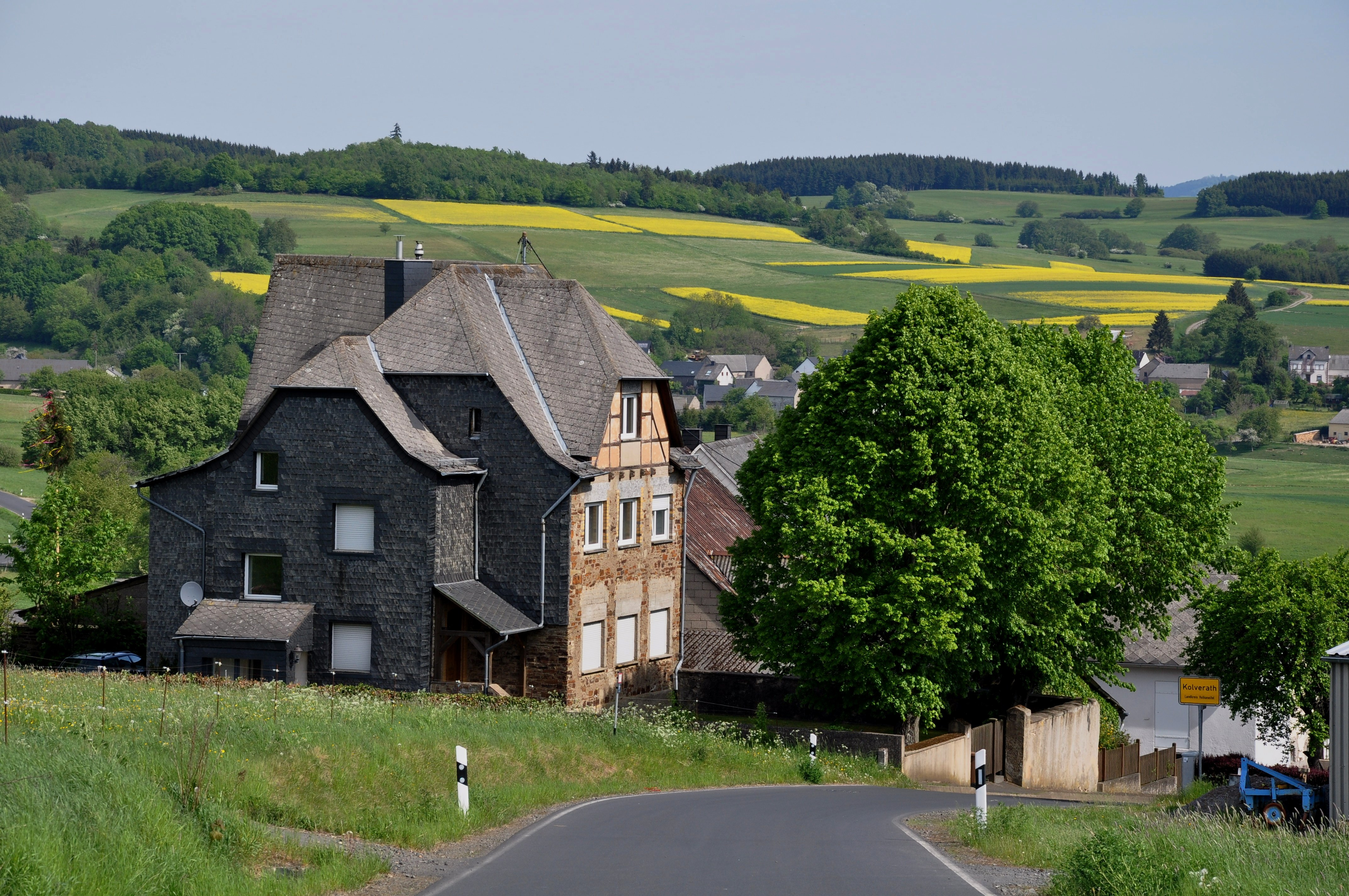
Kolverath

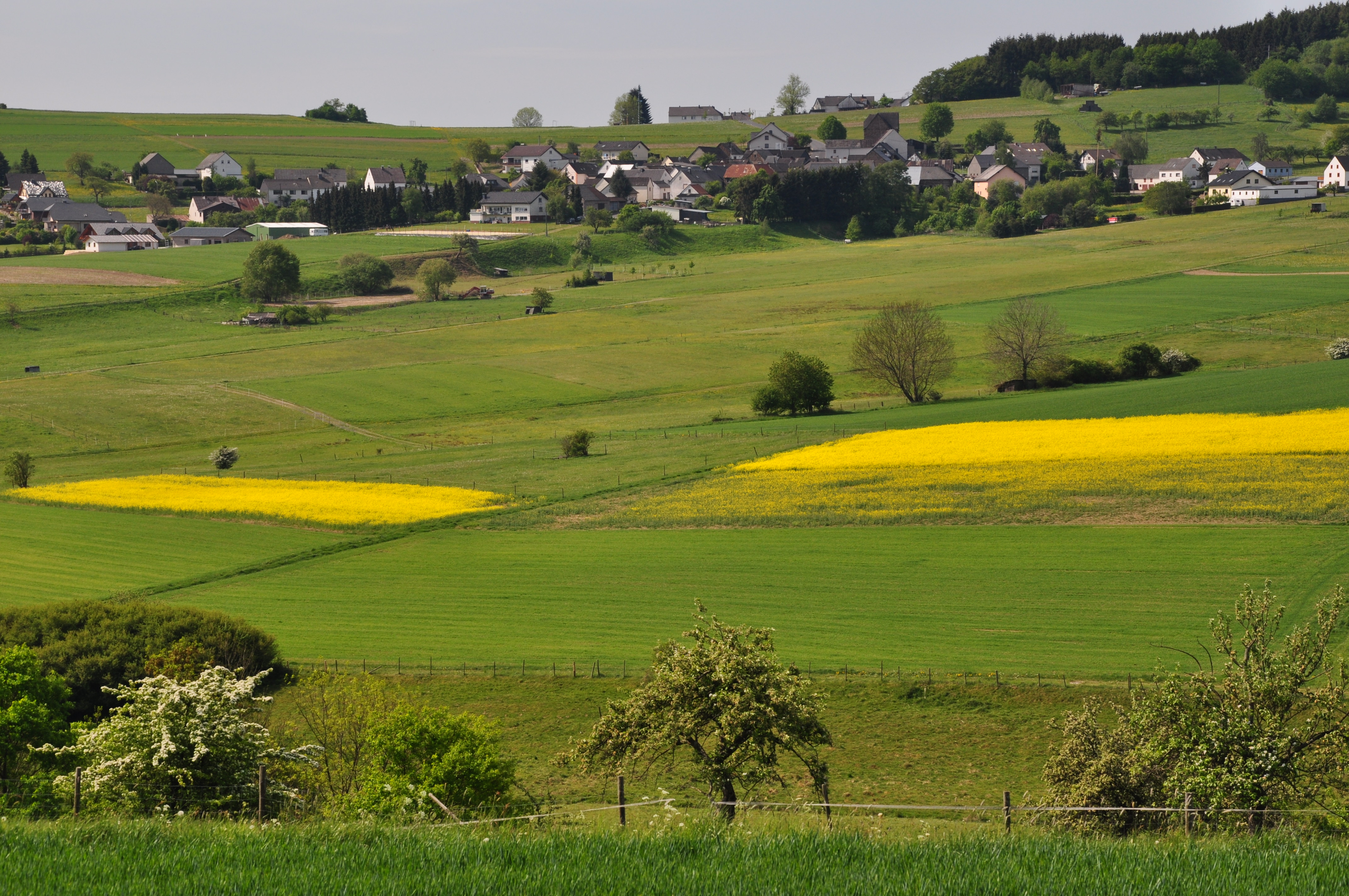
Kolverath gesehen ab Bereborn

| Jahr | Einwohner |
| ---- | --------- |
| 1815 | 83        |
| 1835 | 101       |
| 1871 | 82        |
| 1905 | 115       |
| 1939 | 144       |

| Jahr | Einwohner |
| ---- | --------- |
| 1950 | 140       |
| 1961 | 143       |
| 1970 | 154       |
| 1987 | 158       |
| 2005 | 117       |

## Politik

### Bürgermeister
Jürgen Jax ist seit dem 24. September 2019 Ortsbürgermeister von Kolverath.
Der Vorgänger von Jax als Ortsbürgermeister, Jürgen Rieder, übte das Amt 15 Jahre aus.

### Wappen
| Wappen von Kolverath | Blasonierung: „In Gold eine eingebogene, grüne Spitze, darin ein goldenes Rad; vorn eine aufrechte rote Zange, hinten ein fünfstrahliger roter Stern.“ |
| Wappen von Kolverath | |

## Verkehr
Kolverath liegt etwa drei Kilometer südlich der B 410 (Gerolstein–Mayen). Der nächste Bahnhof ist Monreal an der Eifelquerbahn, etwa 17 Kilometer östlich gelegen.